# Överjägmästare
Överjägmästare var i Sverige titel för vissa befattningshavare inom Skogsstaten.
Överjägmästarna nämns första gången i en kunglig resolution från 1682, i vilken stadgades, att det skulle finnas en överjägmästare i varje län. De var chefer för jägeripersonalen och hade huvudsakligen till uppgift att övervaka jaktväsendet och att tillse, att den underlydande personalen med skötte bevakningen av kronans skogar. Några i modern mening skogliga eller skogsvårdande uppgifter hade jägeristaten ej på den tiden.
När statsskogarna under senare hälften av 1800-talet började få betydelse ur skogshushållningssynpunkt, fick överjägmästarbefattningarna en helt annan natur. Skogsstatens uppgift blev då att genom god skogsvård på bästa sätt förvalta statens skogsdomäner och göra dem ekonomiskt lönsamma. Denna uppgift kom först till uttryck i 1869 års instruktion för skogsstaten. Överjägmästarna ersattes då med sex skogsinspektörer, vilkas tjänstgöringsområden kallades skogsdistrikt och under vilka sorterade 75 jägmästare, var inom sitt revir. Deras uppgift var att kontrollera skogspersonalens vård av de allmänna skogarna, och de var instans mellan jägmästarna och Skogsstyrelsen, hos vilken beslutanderätten i alla ärenden var samlad.
Denna starka centralisering blev emellertid ohållbar i samma mån, som arbetsbördan på grund av ökade krav på skogsvården och större intensitet i affärsverksamheten å statsskogarna växte. Decentralisering blev nödvändig och påbörjades genom 1889 års instruktion för skogsstaten. Genom denna förändrades skogsinspektörsbefattningarna till överjägmästartjänster och tillades överjägmästarna verkligt chefskap över jägmästarna i reviren. Sålunda erhöll de beslutanderätt i en mängd ärenden vid skogsstatens förvaltning. Enligt denna reglering var antalet överjägmästare nio, var inom sitt överjägmästardistrikt.
Genom 1909 års instruktion för Skogsstaten fortsattes decentraliseringen, genom att ytterligare ett antal ärenden utflyttades från Domänstyrelsen till överjägmästarna. Enligt 1921 års instruktion för Domänverket ålåg det överjägmästarna, som då var 13 till antalet, att var inom sitt distrikt leda och ansvara för de allmänna skogarnas förvaltning samt att kontrollera och leda jägmästarnas arbete. De utgjorde sålunda en mellaninstans mellan Domänstyrelsen och jägmästarna samt ägde därvid såväl kontrollerande som jämväl i vidsträckt omfattning beslutande befogenhet i skogliga och ekonomiska frågor.